# Tanis (Egipt)
| D · a | n · t · Z1 | mw · N36 | N21 · niwt |

| D · a | n · t · Z1 | mw · N36 | N21 · niwt |

| D · a | n · t · Z1 | mw · N36 | N21 · niwt |

| D · a | n · t · Z1 | mw · N36 | N21 · niwt |

| D · a | , |

| D · a | , |

| D · a | , |

| D · a | , |

Tanis (egip. Dżanet, współcześnie San al-Hadżar al-Kiblijja) – starożytne miasto w Egipcie w północno-wschodniej Delcie, istniejące już w połowie III tysiąclecia p.n.e.
Około 1670–1570 p.n.e. silnie ufortyfikowane przez Hyksosów. Kolejny okres rozkwitu przeżyło Tanis pod rządami Ramzesa II (ok. 1304–1237 p.n.e.) jako ośrodek kultu Seta.
Z Tanis wywodził się Smendes, założyciel XXI dynastii, który podniósł je ponownie do rangi stolicy. Zachowały się ruiny 3 świątyń. W pobliżu nekropolia królów z XXI i XXII dynastii. Okolice Tanis należą obecnie do najbogatszych terenów archeologicznych w Egipcie.

## Miasto w kulturze popularnej
W filmie Poszukiwacze zaginionej Arki Tanis było ostatnim miejscem przechowywania Arki Przymierza, którą ukryto w tajnej krypcie. Filmowe Tanis było błędnie określone jako zaginione miasto zniszczone podczas burzy piaskowej, odkryte dopiero w 1936 roku na obrzeżach Kairu.